# Цветков, Юрий Дмитриевич
Ю́рий Дми́триевич Цветко́в (23 мая 1933, Калинин, СССР — 7 июля 2018) — советский и российский химик, специалист в области химической физики, радиационной и фотохимии, химической радиоспектроскопии. Профессор, доктор химических наук, академик РАН (1997; член-корреспондент АН СССР с 1984).

## Биография
- Родился в г. Твери (Калинин) 23 мая 1933 года, отец — Цветков Дмитрий Михайлович, архитектор, мать — Цветкова (Абрамова) Татьяна Васильевна, бухгалтер. Окончил школу в Твери.
- В 1957 году окончил Московский физико-технический институт.
- В 1957—1959 годах работал в Институте химической физики АН СССР.
- В 1959 г. вместе со своим научным руководителем, академиком В. В. Воеводским переехал в Сибирь, в Новосибирский Академгородок.
- С 1959 года работал в Институте химической кинетики и горения СО АН СССР (СО РАН).
- 1983—1993 гг. — главный учёный секретарь СО АН СССР (СО РАН, 1992).
- С 1984 года — член-корреспондент АН СССР.
- С 1997 года — академик РАН.
- 1993—2003 — директор ИХКГ СО РАН.
- С 2003 года — советник РАН.
- 2002—2005 года — президент Международного общества электронного парамагнитного резонанса (ЭПР).
- С 2010 — почётный член Международного общества ЭПР.

Скончался 7 июля 2018 года. Похоронен на Южном кладбище Новосибирска.
На здании Института химической кинетики и горения СО АН СССР Ю. Цветкову установлена мемориальная доска.

## Основные результаты
Академик РАН  Ю.Д. Цветков — учёный с мировым именем, выдающийся радиоспектроскопист, крупный специалист в области химической физики. Он один из инициаторов развития и широкого применения химической радиоспектроскопии.
Им разработан и впервые использован в практике физико-химических исследований метод электронного спинового эха (ЭСЭ), открывший новые возможности в химии и физике свободных радикалов.  Методом ЭСЭ исследовано пространственное распределение радикалов и трековые эффекты в различных облучённых веществах.
Впервые обнаружены и детально исследованы модуляционные явления в ЭСЭ полиориентированных систем.  Эти работы Ю.Д. Цветкова и его научной школы создали основы нового направления в радиоспектроскопии – ЭПР-Фурье-спектроскопию, обладающую высокой разрешающей способностью, а также впервые развита импульсная ЭПР спектроскопия дипольных взаимодействий (PELDOR), позволяющая измерять расстояния между парамагнитными частицами в нанометровом диапазоне — направление, определяющее главный фронт работ в современной химической радиоспектроскопии.
Под руководством Ю.Д. Цветкова получены новые данные о строении ловушек для электронов, атомов и радикалов в облучённых матрицах, структуре сольватных оболочек для ряда органических радикалов и о взаимодействиях радикалов и атомов с твёрдыми адсорбентами, исследованы пространственное распределение радикалов и трековые эффекты а различных облучённых веществах.
Особенностью исследований научной школы академика Ю.Д. Цветкова становится широкое приложение радиоспектроскопии в химии, которое сочетается с разработкой новых эффективных физических методов. Приборы и методики, разработанные под его руководством, были столь уникальными, что ещё во времена СССР к нему для совместной работы приезжали коллеги из Соединённых Штатов, Нидерландов, ГДР.

В последнее время развитые им методы всё чаще применяются при изучении структуры и динамики сложных биологических объектов. В частности, Ю.Д. Цветковым обнаружен и детально изучен универсальный либрационный тип движения молекул в биомембранах, исследовано конформационное строение и аггрегация спин-меченных мембранно-модифицирующих белков.
Основные работы:
- Электронное спиновое эхо и его применение. Новосибирск, 1976. 342 с. (в соавт. с К. М. Салиховым и А. Г. Семёновым);
- Динамика молекул в неупорядоченных средах. Новосибирск, 1991. 117 с. (в соавт. с С. А. Дзюбой);
- Electron spin echo envelope modulation (ESEEM) spectroscopy. CRC Press, 1992. 430 p. (co-auth. with S. Dikanov);
- Peptide аggregation and сonformation рroperties as studied by рulsed еlectron-еlectron double resonance // Biol. magnetic resonance. 2004. Vol.21 EPR: Instrumental Methods. P. 385—433.
- Импульсный двойной электрон-электронный резонанс (PELDOR) — спектроскопия ЭПР в нанометровом диапазоне расстояний // Успехи химии, 2008 (в соавт. с А. Д. Миловым и .А. Г. Марьясовым).

## Награды
- орден «Знак Почёта» (1967)
- орден Дружбы народов (1986)
- лауреат Государственной премии СССР в области науки и техники (1988)
- орден «За заслуги перед Отечеством» IV степени (1999)[2]
- Серебряная медаль Международного общества ЭПР за работы в области применения ЭПР в химии (1999)
- Международная Брукеровская премия (2006)
- Международная премия имени В. В. Воеводского (2008)
- Международная премия имени Завойского (2013)[3]